# Ministerpräsident (Ungarn)
Der Ministerpräsident von Ungarn (ungarisch Magyarország miniszterelnöke, kurz Miniszterelnök) ist der Regierungschef Ungarns. Amtierender Ministerpräsident ist seit 29. Mai 2010 Viktor Orbán.

## Wahl und Ernennung
Der Ministerpräsident wird auf Vorschlag des Präsidenten der Republik vom Parlament gewählt. Hierzu sind die Stimmen von der Mehrheit der Abgeordneten notwendig. Die Amtszeit beginnt mit der Wahl. Wird die vom Präsidenten der Republik vorgeschlagene Person nicht mit einer Mehrheit im Parlament gewählt, so muss er innerhalb von 15 Tagen einen neuen Kandidaten vorschlagen.

## Ende der Amtszeit
Das Mandat des Ministerpräsidenten erlischt mit seinem Ableben, Rücktritt, der Konstituierung eines neuen Parlaments oder einem erfolgreichen Misstrauens- bzw. Vertrauensvotum gegen ihn. Nach Ende seines Mandates übt er sein Amt bis zur Wahl eines neuen Ministerpräsidenten geschäftsführend aus.

### Misstrauensantrag
Für die Einbringung eines Misstrauensantrags gegen den Ministerpräsidenten sind mindestens ein Fünftel der Parlamentsabgeordneten notwendig. Gleichzeitig muss ein neuer Kandidat vorgeschlagen werden (konstruktives Misstrauensvotum). Wird dem Antrag von der Mehrheit der Abgeordneten zugestimmt, so gilt er als angenommen. Zugleich wird die vorgeschlagene Person zum Ministerpräsidenten gewählt.

### Vertrauensfrage
Der Ministerpräsident kann dem Parlament die Vertrauensfrage stellen, die er auch mit einem Vorschlag (z. B. Gesetzesentwurf) seiner Regierung verknüpfen kann. Das Parlament spricht sein Misstrauen aus, wenn die Mehrheit der Abgeordneten im Vertrauensvotum gegen ihn stimmen.

## Statistisches
- Bisher waren alle 59 Ministerpräsidenten Ungarns Männer.[1]
- Der jüngste Amtsinhaber bei Antritt war mit 32 Jahren András Hegedüs,[1] der älteste Géza Fejérváry mit 72 Jahren.
- Die kürzeste Amtszeit hatte János Hadik, der sich in Folge der Asternrevolution 1918 nach nur 17 Stunden zum Rücktritt gezwungen sah.[2]
- Das höchste Lebensalter eines ehemaligen Ministerpräsidenten hat Péter Boross mit 94 Jahren (Stand Juni 2023).
- Am jüngsten verstorben ist der erste Ministerpräsident Lajos Batthyány, der in Folge des Unabhängigkeitskriegs im Alter von 42 Jahren erschossen wurde.
- Drei Ministerpräsidenten starben während ihrer Amtszeit: Gyula Gömbös (Krebsleiden), Pál Teleki (Suizid) und József Antall (Krebsleiden).

## Quelle
- Grundgesetz Ungarns: Volltext deutsch (PDF, 993 KB), ungarisch